# 美国空军第89空运联队
美国空军第89空运联队（英語：89th Airlift Wing）是美国空军位于安德鲁斯联合基地的一个联队，人数超过1,000人。第89空运联队负责为美国总统、美国副总统以及白宫和军方指派的任务提供全球特种空运以及相关后勤、通信服务。